# Na ucho
Na Ucho – polskie czasopismo konspiracyjne o charakterze satyrycznym i humorystycznym wydawane jako tygodnik od listopada 1943 do kwietnia 1944 w Krakowie przez harcerzy związanych z Armią Krajową.

## Historia
Pierwszy numer ukazał się 7 listopada 1943 roku, a ostatni30 kwietnia 1944 roku. Jego twórcami byli m.in. Jerzy Szewczyk (redaktor naczelny), dział satyryczny redagował Eugeniusz Kolanko (Bard), a grafiką zajmował się Jerzy Wirth (Moxa) – wymieniona trójka została pojmana przez Gestapo i rozstrzelana w maju 1944 na ulicy Botanicznej w Krakowie. Współpracownicy: A. Janusz Benedyktowicz (Ludomir, Lir, L), Stefan Jasieński (Janusz), Lucjan Krywak (M. A. Z., Ma”, Mazur), Stanisław Strzelichowski (Wiktor), Przemysław Wilkosz (Aput).
Pismo wychodziło w nakładzie 150–400 egzemplarzy. Część numerów powielono w Myślenicach, a niektóre w komórce przy ul. Mikołajskiej 5. W grudniu 1943 roku ukazał się tomik wierszy Dysonanse.